# Isabel McLaughlin
Isabel Grace McLaughlin, (Oshawa, 10 de octubre de 1903 - 26 de noviembre de 2002) fue una artista visual, mecenas y filántropa canadiense. Pintora del Modernismo temprano especializada en paisajes y naturaleza muerta con gran interés por el diseño.

## Trayectoria
Nació en Oshawa, Ontario, fue la tercera de cinco hijas del fundador de General Motors de Canadá, el presidente Coronel Robert Samuel McLaughlin y Adelaide Mowbray McLaughlin. Estudió arte en el Ontario College of Art entre 1926 y 1930 con Arthur Lismer, miembro del Grupo de los 7 e Yvonne McKague Housser, a la que se refirió como "notable". McLaughlin estudió en París en 1929, Viena en 1930 y con Hans Hofmann hacia 1947-52. McLaughlin fue amiga de toda la vida de McKague Housser con quien solía hacer excursiones para pintar. En 1948, McKague Housser pintó una acuarela que representaba a McLaughlin y la tituló Isabel la Arqueóloga, Cap Chat River.
McLaughlin perteneció a varias sociedades artísticas como el Heliconian Club en Toronto del que fue miembro ejecutivo, el Grupo Canadiense de Pintores, que fundó en 1933 y presidió en 1939 siendo la primera presidenta mujer o la Sociedad de Artistas de Ontario. 
El 1 de diciembre de 1987, hizo una donación de obras de arte de otros artistas de su colección personal a The Robert McLaughlin Gallery. Entre estos artistas se encontraban Prudence Heward, Louis Archambault, BC Binning, Andre Bieler, Emil Bistram, Emily Carr, Parekseva Clark, Lyonel Feininger, Lawren Harris, AY Jackson, Alexandra Luke, Peter Haworth, Bobs Cogill Haworth, JEH MacDonald, Anne Savage, Irene Kindness, Arthur Lismer y Sarah Robertson entre otros.
McLaughlin recibió la Orden de Ontario en 1993 y la Orden de Canadá en 1997.

## Legado
McLaughlin autorizó un retrato de Florence Wyle. En la década de 1950, autorizó un retrato de mediana edad de Reva Brooks. 
Después de su muerte, los archivos de McLaughlin fueron donados a la Universidad de Queen's.